# Тайожний (Махньовський міський округ)
Тайо́жний (рос. Таёжный) — селище у складі Махньовського міського округу Свердловської області.
Населення — 237 осіб (2010, 463 у 2002).
Національний склад населення станом на 2002 рік: росіяни — 89 %.